# Carmen Salinas de la Vega
Carmen Salinas de la Vega (San Francisco de Quito, junio de 1807- ibidem, 1 de mayo de 1881) fue una aristócrata quiteña, primera dama de Ecuador durante el período presidencial interino de su esposo Manuel de Ascázubi en 1869.

## Biografía
Sus nombres completos eran María del Carmen Celestina Ascencia Salinas y de la Vega, hija del prócer independentista quiteño Juan de Salinas y Zenitagoya y su esposa, la criolla María de la Vega y Nates. Su padre fue el coronel que en 1809 dirigió la falange armada de la Primera Junta de Gobierno Autónoma de Quito, y que después sería asesinado por los soldados españoles en el Motín del 2 de agosto del año siguiente, cuando Carmen contaba con apenas 3 años.
Después de la muerte del coronel Salinas, y gracias al pedido expreso de las religiosas, su esposa e hija mayor de nombre María Dolores cumplieron sentencia recluidas en el monasterio de La Concepción, evitando así la horca por haber participado intelectualmente del motín, pero no la confiscación de todos sus bienes por orden del presidente de la Audiencia, Manuel Ruiz Urriés de Castilla. La madre, María, murió el 1 de diciembre de 1820 y fue sepultada en la iglesia de La Merced, por lo que María Dolores debió hacerse cargo de su hermana menor, Carmen. Las hermanas Salinas recuperarían sus propiedades y parte de su fortuna únicamente después de la independencia, restituidas por el mariscal Antonio José de Sucre en 1822.

## Matrimonio y descendencia
Contrajo matrimonio con Manuel de Ascázubi y Matheu, hijo al igual que ella de un prócer de la independencia. Su esposo era descendiente por línea materna de los marqueses de Maenza y los condes de Puñonrostro; este último, título al que tenía derecho pero no accedió debido a las leyes expedidas por Simón Bolívar, que después fueron ratificadas por el estado ecuatoriano. El matrimonio tuvo cuatro hijas:
- Avelina Ascázubi y Salinas de la Vega, casada con el viudo de su hermana menor Dolores, su primo José María Lasso de la Vega, con quien tendría dos hijos:
  - José Manuel Lasso de la Vega y Ascázubi, nacido en París y casado con María Esther Paulina Carrión, con descendencia.
  - Avelina Lasso de la Vega y Ascázubi, casada con el general Leonidas Plaza Gutiérrez, presidente de la República en dos ocasiones (1901-1905 y 1912-1916), con descendencia. Su hijo Galo Plaza Lasso también sería presidente de Ecuador entre 1948 y 1952.
- María Ascázubi y Salinas de la Vega, casada con su primo lejano Cristóbal Jijón, con quien tendría dos hijos:
  - Antonia Jijón y Ascázubi, casada con su primo Neptalí Bonifaz y Ascázubi, con descendencia.
  - Dolores Jijón y Ascázubi, casada con Enrique Gangotena, con descendencia.
- Dolores Ascázubi y Salinas de la Vega, casada con su primo José María Lasso de la Vega, a quien dejaría tempranamente viudo y sin descendencia.
- Josefina Ascázubi y Salinas de la Vega, casada con José Mateo Neptalí Bonifaz, con quien tuvo dos hijos:
  - Neptalí Bonifaz y Ascázubi, casado con su prima Antonia Jijón y Ascázubi, con descendencia.
  - Manuel, casado con María del Tránsito Filomena Francisca Rosa Hipólita Panizo, con descendencia.